# Краљевина Албанија (1939—1943)
Краљевина Албанија (алб. Mbretëria Shqiptare, итал. Regno albanese), позната и као Велика Албанија, је, између 1939. и 1943. године, била протекторат Краљевине Италије.
Према службеном тумачењу италијанских окупатора, Албанија је учествовала у унији Албаније и Италије, коју су званично водили италијански краљ Виторио Емануеле III и његова влада. Албанију је водио италијански гувернер, послије италијанске инвазије на Албанију, од 1939. до 1943. За то вријеме, Албанија је престала да постоји као независна држава и постала је аутономни дио Италијанске империје вођене владиним званичницима, који су имали за циљ да Албанија постане дио Велике Италије асимилујући Албанце и насељавајући Албанију досељеницима са Апенинског полуострва, желећи је постепено претворити у италијанску земљу.
Италијански окупатори су се у својим иредентистичким тежњама позивали на Лондонски споразум из 1915. године, према којем је Антанта обећала Италији средњу и јужну Албанију као награду за борбу на страни Атанте. Када су италијански војници, јуна 1917. године, преузели контролу над великим деловима Албаније, Италија је формално прогласила протекторат над средњом и јужном Албанијом. Међутим, Италијани су били приморани да повуку своје војнике из Албаније у септембру 1920. Италијани су били бијесни због малих добитака које је Италија добила мировним преговорима, сматрајући да је Лондонски споразум прекршен. Италијански фашисти су тврдили да су Албанци етнички повезани са Италијанима преко Итала, Илира и Римљана, као и због великог утицаја који су на Албанију извршили Римско царство и Млетачка република. Овим су оправдавали наводно италијанско право да посједују Албанију. Италија је покушала да оправда анексију Албаније и тиме што је неколико стотина хиљада Албанаца већ било апсорбовано у италијанско друштво у јужној Италији, па је прикључење Албаније, према италијанским тврдњама, било "разумно због уједињења Албанаца у једну државу".
Италија је подржала албански иредентизам усмјерен ка подручјима суседних држава насељеним претежно албанским становништвом, посебно ка Косову и Метохији, западној Македонији и источној Црној Гори у Југославији, као и ка Епиру у Грчкој (односно ка пограничном подручју Чамерије). Након окупације Краљевине Југославије од стране Сила осовине, Италија је свом протекторату Албанији прикључила и делове Југославије.

## Историја

### Италијански утицај и циљеви у Албанији
Пре директне интервенције у Првом светском рату, Италија  је окупирала Валону у Албанији у децембру 1914. По уласку у рат, Италија је проширила окупацију на регион јужне Албаније почетком јесени 1916. Италијанске снаге 1916. године регрутовале су албанске нерегуларне припаднике да служе уз њих. Италија је, уз дозволу савезничке команде, окупирала Северни Епир 23. августа 1916. године, присиљавајући грчку војску да одатле повуче своје окупационе снаге. У јуну 1917. Италија је прогласила централну и јужну Албанију протекторатом Италије, док је Северна Албанија додељена државама Србији и Црној Гори. До 31. октобра 1918, француске и италијанске снаге протерале су аустроугарску војску из Албаније. Након завршетка Првог светског рата, Италија је повукла своје војне снаге из Албаније 2. септембра 1920. као резултат страног притиска и пораза у Валонском рату.
Италијански фашистички режим је политички и економски продирао и доминирао Албанијом током Зогове владавине и планирао је анексију Албаније годинама уназад. Албанија је постала. дефакто протекторат Италије након потписивања уговора из Тиране 1926. и 1927. године. Током Зогове владавине, албанска економија је зависила од вишеструких финансијских зајмова узетих од Италије почев од 1931. године.
У августу 1933. године, Мусолини је поставио Зогу строге захтеве у замену за континуирану подршку Италије Албанији, укључујући захтеве да су сва нова именовања на водећа места у албанској влади морала да имају „италијанско образовање“, да ће италијански стручњаци у будућности бити у свим албанским владиним министарствима, да ће Италија преузети контролу над албанском војском - укључујући и њена утврђења, да британске официре који су обучавали албанску жандармерију замене италијански официри, да Албанија мора да поништи све своје постојеће комерцијалне уговоре са другим земљама и да не склапа нове споразуме без одобрења италијанске владе и да Албанија потпише комерцијалну конвенцију која би Италију учинила главним трговинским партнером. У 1934. години, када Албанија није испоручила Италији заказану исплату једног зајма, италијански ратни бродови стигли су до обала Албаније да би застрашили Албанију да се потчини италијанским циљевима у региону. Међутим, Британци су се успротивили италијанским акцијама и под притиском, Италија је одустала и тврдила да је поморска вежба била само „пријатељска посета".
Дана 25. августа 1937. године, италијански министар спољних послова гроф Ћано написао је у свом дневнику о односима Италије са Албанијом следеће: "Морамо тамо створити стабилне центре италијанског утицаја. Ко зна шта нас чека будућности? Морамо бити спремни да приграбимо могућности које ће се указати. Овај пут се нећемо повући, као што смо то учинили 1920. На југу [Италије] смо апсорбовали неколико стотина хиљада Албанаца. Зашто се исто не би догодило и на другој страни улаза на Јадран". Дана 26. марта 1938, Ћано је у свом дневнику упоредио анексију Албаније са анексијом Аустрије од стране Немачке непосредно пре тога: "Извештај Ђакомонија о ситуацији у Албанији. Наш продор постаје све интензивнији и редовнији. Програм који сам пратио након посете изводи се без проблема. Питам се да ли нам општа ситуација - посебно аншлус [са Аустријом] - не дозвољава да направимо корак напред ка потпунијој доминацији ове земље, која ће бити наша." Неколико дана касније 4. априла написао је: "Морамо постепено наглашавати протекторатни елемент наших односа са Албанијом".

### Инвазија и успостављање италијанског режима
" Косовари су 850.000 Албанаца, снажних тела, чврстог духа и одушевљени идејом уједињења са својом домовином. Изгледа да се Срби плаше њих. Данас мора... хлороформ Југословена. Али касније се на Косову мора усвојити политика од дубоког интереса. Ово ће помоћи да се на Балкану одржи иредентистички проблем који ће поларизовати пажњу самих Албанаца и бити нож у леђа Југославији..."

Галеацо Ћано, Мусолинијев зет, италијански министар спољних послова, говорећи о претензијама Албанаца према Косову као значајним за циљеве Италије.
Упркос дугогодишњој заштити Албаније и савезништву са Италијом, италијанске трупе су 7. априла 1939. напале Албанију, пет месеци пре почетка Другог светског рата. Албански оружани отпор показао се неефикасним против Италијана и, након кратке одбране, земља је била окупирана. Дана 9. априла 1939. албански краљ Зог I побегао је у Грчку. Иако је Албанија била фактички италијански протекторат од 1927. године, италијански политички лидер, Бенито Мусолини је желео да директном контролом над земљом повећа свој и италијански престиж, пружи одговор на немачку анексију Аустрије и окупацију Чехословачке, и да има чврсту контролу над Албанијом због размештања великих снага италијанске војске за будуће операције против Југославије и Грчке.
Албанија је била италијански протекторат потчињен италијанским интересима, по узору на немачки Протекторат Чешке и Моравске. Виторио Емануеле III проглашен је албанским краљем, стварајући персоналну унију са Италијом, а у Тирани га је представљао вицекраљ. Створена је царинска унија, а Рим је преузео албанску спољну политику. Албанске оружане снаге претворене су у италијанску војску, италијански саветници постављени су на свим нивоима албанске администрације, а земља је била фасцинирана успостављањем Албанске фашистичке странке и њених пратећих организација, по узору на италијански прототип. Албанска фашистичка партија била је огранак Националне фашистичке партије Италије, чланови Албанске фашистичке странке положили су заклетву да ће извршавати наредбе Дучеа од фашизма, Мусолинија. Италијански држављани почели су да се насељавају у Албанији као колонисти и да поседују земљу како би је могли постепено претварати у италијанско тло.
Док је Виторио Емануеле владао као краљ, Шефкет Верлаци је био премијер. Верлаци је контролисао свакодневне активности италијанског протектората. Дана 3. децембра 1941. године, Верлација је на месту премијера заменио Мустафа Мерлика-Круја. Природни ресурси земље такође су били под директном контролом Италије. Сви нафтни ресурси у Албанији постали су власништво италијанске државне нафтне компаније.
Албанија је била културно и историјски важна за националистичке циљеве италијанских фашиста, јер је територија Албаније дуго била део Римског царства, чак и пре него што су Римљани припојили северну Италију. Касније, током високог средњег века нека обална подручја (попут Драча) била су под утицајем и влашћу италијанских сила, углавном Напуљског краљевства и Млетачке републике дуги низ година (види Млетачка Албанија). Италијански фашистички режим легитимисао је свој захтев за Албанијом кроз студије којима су прогласили расни афинитет Албанаца и Италијана, посебно у односу на Југословене. Италијански фашисти тврдили су да су Албанци преко етничког наслеђа повезани са Италијанима због везе са праисторијским италиотским, илирским и римским становништвом, и да су утицаји које су Римско и Млетачко царство имали над Албанијом оправдавали право Италије да је поседује.
Италија је такође покушала да легитимише и стекне јавну подршку за своју власт над Албанијом подржавајући албански иредентизам, усмерен пема Косову, претежно насељеном албанским становништвом у Краљевини Југославији и Епиру у Грчкој, посебно у пограничној области Чамерији, насељеној албанским Чамима. Тако је фашистичка италијанска публикација под називом „Геополитика“ тврдила да је становништво грчке регије Епир-Акарнанија припадало Албанији, јер је насељено динарском расом, и формирало је „јединствени географски систем“ са јадранском зоном. Упркос напорима италијанског потпредседника Франческа Ђакомонија, да подстакне побуне и створи пету колону, и повољних извештаја које је послао италијанском министру спољних послова грофу Ћану, догађаји су показали да међу самим Албанцима има мало ентузијазма: након италијанске инвазије на Грчку, већина Албанаца је дезертирала или пребегла.

### Албанија у рату
Стратешки, контрола над Албанијом дала је Италији важну обалу на Балкану: не само да је довршила италијанску контролу над Отрантским вратима и улазом у Јадранско море, већ би се могла користити и за инвазију на Југославију (у тандему са другим положајем преко Венеције) или на Грчку.
Корпоративни савет Албанске фашистичке партије, квазидржавне организације, издао је директиву 16. јуна 1940, убрзо након италијанске објаве рата Британији и Француској, у којој се наводи да „Краљевина Албанија сматра да ратује са свим народима против којих је Италија у рату - тренутно или у будућности."
Октобра 1940, током Грчко-италијанског рата, Албанија је служила као поприште неуспешне инвазије италијанског диктатора Мусолинија на Грчку. Мусолини је планирао да нападне Грчку и друге земље попут Југославије на том подручју како би Италији дао територијалну контролу над већином обале Средоземног мора, као део фашистичког циља да створе Наше море у којем ће Италија доминирају Медитераном. Али албанска војска под командом пуковника (каснијег генерала) Пренка Первиција напустила је Италијане у борби, што је проузроковало велику пометњу у њиховим линија. Албанска војска за коју се веровало да је узрок издаје уклоњена је са фронта. Пуковник Первици и његови подређени били су изоловани у планинама изнад Пуке и Скадра на северу. Ово је била прва акција побуне против италијанске окупације.
Али, убрзо након италијанске инвазије, Грци су извршили контранапад и знатан део Албаније био је у грчким рукама (укључујући градове Ђирокастру и Корчу). У априлу 1941. Грчка је капитулирала након немачке инвазије. Читава Албанија се вратила под италијанску контролу, која је такође проширена на већи део Грчке, коју су заједно окупирале Италија, Немачка и Бугарска. Италијански планови за припајање Чамерије Албанији одбачени су због снажног противљења и етничког сукоба између Албанаца и Грка, као и противљења Цинцара да се регион албанизује.
После пада Југославије и Грчке у априлу 1941. године, италијанска влада започела је преговоре са Немачком, Бугарском и новооснованом државом клијентом, Хрватском, о дефинисању њихових граница. У априлу је Мусолини позвао на проширење граница Албаније - укључујући прикључење Црне Горе Албанији која би имала аутономну владу у Албанији и проширење границе Албаније на исток, мада не до реке Вардар као што су неки предлагали - позивајући се да ће Охрид бити препуштено словенским Македонцима, без обзира да ли ће Вардарска Македонија постати независна држава или ће бити припојена Бугарској. Међутим, италијанска влада је током априла променила своје ставове о граници, касније подржавајући анексију Охрида, док је територију која је лежала директно изван Охрида (укључујући свето родно место Светог Климента) дала словенским Македонцима. Након периода преговора, нове балканске границе, укључујући нове границе Албаније, проглашене су краљевским декретом 7. јуна 1941.
Након италијанске капитулације у септембру 1943, земљу су окупирали Немци до краја рата.

## Прогон
Око 200 албанских Јевреја и 400 јеврејских избеглица боравило је у Албанији пре Другог светског рата. Албански Јевреји су генерално били заштићени, али су се суочили са одређеним ограничењима. Страни Јевреји смештени су у концентрационе логоре. Јеврејско становништво Косова прошло је доста лошије јер су их италијанске власти предале Немцима где су убијени или послати у логоре у Албанији. Други су одведени у албанске градове где их је локално становништво штитило.
Косовски Албанци сарађивали су са силама Осовине које су им обећале Велику Албанију. Ово је виђено као боља алтернатива репресивним мерама којима су били изложени током међуратног периода. У јуну 1942. премијер Мустафа Круја изјавио је да ће Срби бити послати у концентрационе логоре или бити убијени. Између 70.000 и 100.000 косовских Срба пребачено је у концентрационе логоре у Приштини и Косовској Митровици или прогнано у саму Србију, како би албанизовали покрајину. Током окупације становништво је било подвргнуто присилном раду, мучењу, уништавању приватног власништва, уништавању и оштећивању културно-историјских зграда и гробља. Протеривање Срба показало се проблематичним, јер су обављали важне функције у региону и водили већину предузећа, млинова, кожарске и комуналне службе, а били су одговорни за већину корисне пољопривредне производње. Према српским изворима, процењује се да су Вулнетари и друге паравојне формације убиле до 10.000 Срба на Косову.

## Економија
Након окупације Албаније и успостављања нове владе, економије Албаније и Италије биле су повезане царинском унијом што је резултирало уклањањем већине трговинских ограничења. Преко царинске уније успостављен је италијански царински систем у Албанији. Због очекиваних економских губитака у Албанији због промене царинске политике, италијанска влада је Албанији сваке године обезбеђивала 15 милиона албанских лека као надокнаду . У Албанији су се примењивали италијански царински закони и само је Италија могла да закључује уговоре са трећим странама. Италијанском капиталу је било дозвољено да доминира албанском економијом. Као резултат, италијанским компанијама је било дозвољено да држе монополе у експлоатацији албанских природних ресурса.
Током 1944. број компанија и индустријских предузећа порастао је на 430, док их је у 1938. било 244 а 1922. само 71. Степен концентрације радника у индустријској производњи у 1938. удвостручио се у односу на 1928. У то време, албанска економија имала је трговинске односе са 21 државом, али најразвијенији су прво били са Италијом, а затим Југославијом, Француском, Немачком, Грчком итд.
Земља је ушла у капиталистички економски развој много касније од осталих европских земаља. Упркос присуству неких страних (углавном италијанских) инвестиција, Албанија на почетку Другог светског рата није кренула ка индустријском развоју. Пољопривреда, која је запошљавала преко 87% радне снаге, била је главни сектор привреде и доприносила је 92,4% националног дохотка, а главни производи били су пшеница, кукуруз и раж. Пољопривреда је користила примитивне алате попут дрвених плугова, ђубрива нису била уопште позната, а припрема земљишта за садњу је била лоша. Степен продуктивности и ниво организације и механизације пољопривреде у овом периоду били су врло ниски.

## Административна подела
Италијани су усвојили постојећи албански систем префектура (итал. prefetture). У складу са административном структуром остатка Италије, оне су се такође звале провинције (итал. provincia). Међутим, за разлику од Италије, задржана је албанска подпрефектура (итал. sotto prefetture). У почетку је било 10 префектура. Оне су биле подељене на 30 подпрефектура и 23 општина (итал. municipalità). Сваком префектуром управљао је префект који се налазио у истоименом граду. Године 1941, након распада Југославије, додате су три нове префектуре: Косово, Метохија и Дебар, са 5 подпрефектура.
| Префектура | Подпрефектуре                                              | Општине                                    |
| ---------- | ---------------------------------------------------------- | ------------------------------------------ |
| Берат      | Фјерi Лушње Балш Скрапар                                   | Берат Фјерi Лушње                          |
| Пишкопеја  | Бурел Зерћан                                               | Пишкопеја Бурел                            |
| Драч       | Каваја Кроја Шијак                                         | Драч Каваја Шијак Кроја                    |
| Елбасан    | Либражд Грамш                                              | Елбасан                                    |
| Ђирокастра | Чамерија Делвина Курвелеш Либохова Пермет Тепелена Саранда | Ђирокастра Пермет Тепелена Саранда Делвина |
| Корча      | Билишта Колоња Лесковик Поградец                           | /                                          |
| Кукеш      | Љума Ђаковска Малесија                                     | Кукеш                                      |
| Скадар     | Љеш Дукађин Велика Малесија Мирдита Пука                   | Скадар                                     |
| Валона     | Химара                                                     | Валона                                     |
| Тирана     | /                                                          | Тирана                                     |
| Дебар      | Ростуша Тетово                                             | Дебар Призрен                              |
| Метохија   | Ђаковица                                                   | Пећ                                        |
| Косово     | Ораховац Сува Река                                         | Приштина                                   |